# Møntskatten fra Tagesgård
Møntskatten fra Tagesgård er et depotfund, som består af 110 romerske denarer, som er nedgravet i 200-tallet e.Kr. Den blev fundet på en jernalderboplads nær Knuthenlund nord for Stokkemarke på Lolland. Det er et af de største fund af romerske denarer fra kejsertiden.
Fundet blev gjort i 2013 af en amatørarkæolog med metaldetektor. Der blev udført en arkæologisk udgravning, hvor man fandt at mønterne var spredt over et område på ca. 140 x 90 m. Mønterne har ligget i et lerkar, som har været gravet ned i et af bopladsens huse. Området har været brugt til landbrug i mange hundrede år, og lerkarret var derfor ødelagt, og mønterne var  spredt.
Mønterne er fra omkring 200 år; de ældste mønter er fra kejser Otho i år 69 e.Kr., og de yngste er slået under Caracalla omkring 212. Størstedelen stammer dog fra Antoninus Pius' regeringstid (138-161).
Det er foreslået, at mønterne kan stamme fra en romersk lejesoldat. Hidtil havde man troet, at forbindelserne til Romerriget var stoppet omkring år 200, men Møntskatten fra Tagesgård viser, at der nok fortsat har været handel og udveksling op igennem 200-tallet.